# トゥーグラ語
トゥーグラ語は、ベルベル語の一種で、北部ベルベル諸語のゼナタ諸語のムザブ・ワルグラ諸語に属す言語である。トゥグルト語、テマシン語、テマシーヌ語とも呼ばれる。アルジェリアのワルグラ県のトゥーグラ周辺のオアシス都市で話されている。ムザブ語とワルグラ語に類似している。

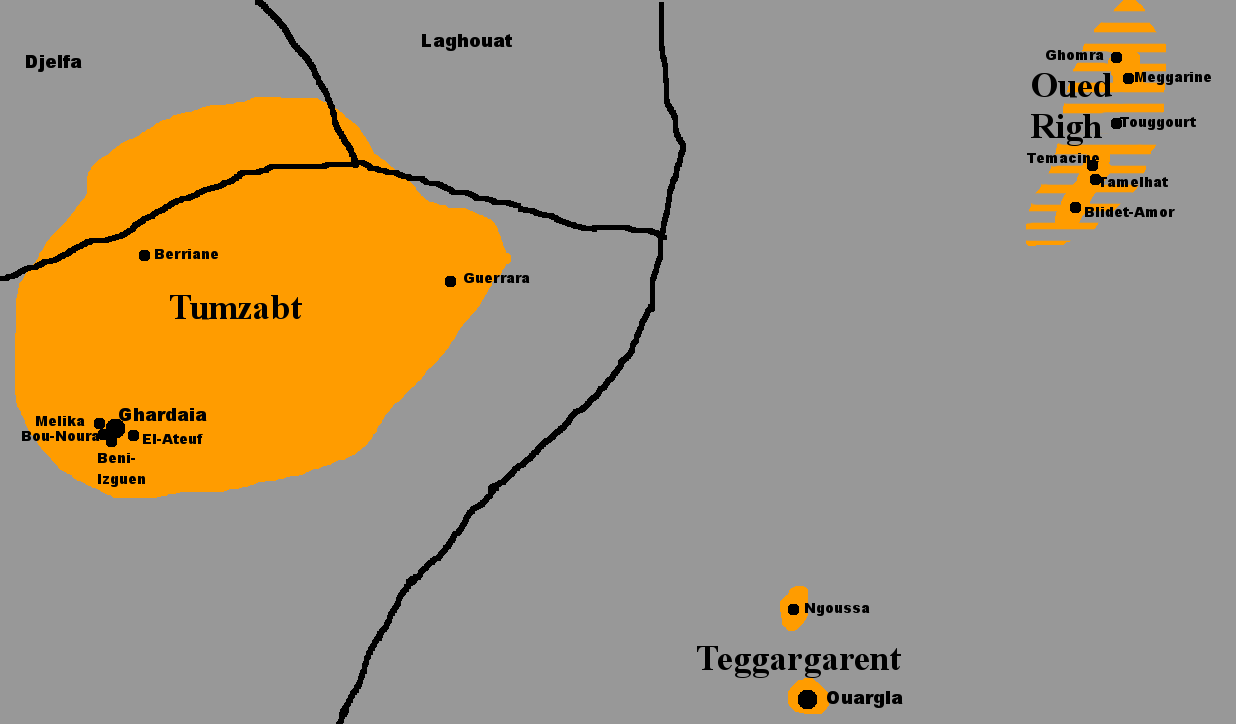
北東の橙色の部分がトゥーグラ語の分布

## 参照
1. ↑  Tugurt at Ethnologue (17th ed., 2013)